# 尹正
尹正（1986年12月30日—），本名譚峻鵬，男，中国演員、歌手。2015年因出演電影《夏洛特煩惱》中“一剪梅”學霸袁華，為觀眾所熟知。
2013年出演古裝喜劇《龍門鏢局》受到關注；同年還參演電視劇《風雷急》及由孫周執導的3D科幻大片《不可思異》。  2014年3月21日尹正參演的好萊塢電影《絕命航班》正式上映。2014年，在電影《女生宿舍》中擔任男主角；2015在熱播劇《他來了，請閉眼》中飾演“老媽子”傅子遇；2016年在湖南衛視開年大戲《麻雀》中飾演心狠手辣的蘇三省。
2018年，在网络剧《原生之罪》中担任男主角飾演正气刑警陆离，获得好评。2020年，在电视剧《鬓边不是海棠红》飾演爱国京剧名伶商细蕊，颠覆以往的角色，尹正尝试了各种京剧造型，好评如潮。2021年，在电影《扬名立万》饰演从正义记者到颓废嗜酒编剧的男主角李家辉。该电影总票房成功突破9.27亿，成为2021年中国国产票房前10的电影，口碑票房双丰收。2024年，于春节档上映的主演电影《飞驰人生2》中饰演孙宇强，并取得32亿人民币 票房佳绩。

## 生平
尹正出生于内蒙古包头，自幼随母亲到广东生活，成长于广东中山，曾就读于中山市小榄中学，大学毕业于星海音乐学院流行音乐系本科，和刘惜君是同班同学。2007年獲得中國音樂金鐘獎首屆流行音樂大賽全國決賽優秀獎；2010年獲得第九屆中國藝術節音樂群星獎。
2011年下半年，尹正参演音乐剧《妈妈咪呀》的中文版，后由女主角田水引荐参演上海话剧中心的话剧版《鹿鼎记》，饰演第四任康熙。2013年，在古裝喜劇《龍門鏢局》中飾演“山雞”一角，正式進入中国內地娱乐圈。9月份與李立群、鄧萃雯等合作在蔣家駿、查傳誼執導的電視劇《風雷急》中出演男二號方俊生；同年與王寶強、小瀋陽等出演電影《不可思異》，飾演威廉一角，這是其首部電影作品。
2014年3月與艾德·維斯特維克等主演的好萊塢電影《絕命航班》上映，尹正飾演萬虎一角。同年參演電視劇《紅色青橄欖》，首次擔任男一號郎興、在電影《女生宿舍》中擔任男主角。 
2014年11月拍攝大型玄幻神話偶像劇《山海經之赤影傳說》，與張翰、娜扎、關智斌、藍盈瑩、吳磊等當紅偶像共同出演，導演：朱銳斌，尹正飾演：12型男之一素水。
2015年1月拍攝青春幽默喜劇《烏鴉嘴女郎》，蔣家駿、綦小卉執導，與王傳君、毛曉彤等共同出演，尹正飾演：喬慕漁。 
2015年在電影《夏洛特煩惱》中飾演袁華。
2015年在侯鴻亮監製的電視劇《他來了，請閉眼》中飾演傅子遇，該劇於同年11月在東方衛視、搜狐同步周播。
2015年在海飛的民國諜戰電視劇《麻雀》中飾演蘇三省。
2016年3月，发表个人单曲《一剪梅2.0》。
2018年2月签约泰洋川禾。

## 影视作品

### 电影
| 首映年份 | 剧名           | 角色             | 备注         |
| 2014年   | 絕命航班       | 萬虎             |              |
| 2014年   | 女生宿舍       | 鄒智勇           |              |
| 2014年   | 換愛七日       | 艾青             |              |
| 2015年   | 夏洛特煩惱     | 袁華             |              |
| 2015年   | 不可思異       | 威廉             |              |
| 2018年   | 羞羞的铁拳     | 渔夫             | 客串         |
| 2019年   | 大侦探霍桑     | 包朗             |              |
| 2019年   | 飞驰人生       | 孙宇强           |              |
| 2021年   | 燃野少年的天空 | 大华哥           | 特别出演     |
| 2021年   | 扬名立万       | 李家辉           |              |
| 2022年   | 四海           | 周欢歌           |              |
| 2023年   | 保你平安       | 托尼             |              |
| 2023年   | 暴风           | 十二少           | 特别出演     |
| 2023年   | 人生路不熟     | 周东海（年轻版） | 友情出演     |
| 2023年   | 瞒天过海       | 明浩             | 特别出演     |
| 2024年   | 飞驰人生2      | 孙宇强           |              |
| 2024年   | 大“反”派       | 出租车司机       | 客串         |
| 2024年   | 哈尔的移动城堡 | 卡西法           | 动画中文配音 |
| 2025年   | 假爸爸         | 杨十月           |              |
| 2025年   | 唐探1900       | 疯马             |              |
| 2025年   | 戏台           | 金啸天           |              |
| 待上映   | 点到为止       | 金毛             |              |
| 待上映   | X的故事        |                  |              |
| 待上映   | 得闲谨制       |                  |              |

### 电视剧
| 首播年份 | 剧名                 | 角色        | 备注                           |
| 2013年   | 龍門鏢局             | 山雞        | [ 註 1 ]                       |
| 2015年   | 紅色青橄欖           | 郎興        |                                |
| 2015年   | 他來了，請閉眼       | 傅子遇      |                                |
| 2015年   | 烏鴉嘴妙女郎         | 喬慕漁      |                                |
| 2016年   | 山海經之赤影傳說     | 素水        |                                |
| 2016年   | 麻雀                 | 苏三省      |                                |
| 2016年   | 极品家丁             | 高酋        | 网络剧                         |
| 2017年   | 大话西游之爱你一万年 | 唐僧/金蟬子 |                                |
| 2018年   | 原生之罪             | 陆离        | 网络剧                         |
| 2019年   | 烈火军校             | 承瑞贝勒    | 客串                           |
| 2020年   | 鬓边不是海棠红       | 商細蕊      |                                |
| 2020年   | 石头开花             | 郑传宗      | 單元主演 ——「最后的土房」      |
| 2023年   | 正好遇见你           | 萧宏        | 特别主演——「陶瓷」单元，网络剧 |
| 2024年   | 超能坐班族           | 刘星        | 网络短剧                       |
| 2024年   | 天行健 (網絡劇)      | 光绪帝      | 特別出演 ，网络剧              |
| 待播出   | 一念无间             | 苏哲        |                                |
| 待播出   | 遮天                 | 叶凡        | 网络剧                         |
| 待播出   | 百里天堂             |             | 友情客串                       |
| 待播出   | 愛在風起雲湧時       | 方俊生      | 2014年拍攝                     |
| 待播出   | 阿那亚恋情           | 陳默        | 2017年拍攝                     |
| 待播出   | 景岚阅               |             |                                |

### 舞台劇
| 時間   | 作品           | 角色     | 類型   |
| 2012年 | 《鹿鼎記》     | 康熙     | 話劇   |
| 2013年 | 《馬桶狂想曲》 | 馬達     | 話劇   |
| 未知   | 《媽媽咪呀》   | 群舞演員 | 音樂劇 |

### 常驻綜藝
| 時間   | 作品                      | 搭档                                               | 類型           |
| 2016年 | 二十四小時                | 陳坤、韓庚、徐崢、大鵬、吳磊                       | 固定出演       |
| 2017年 | 食在囧途                  | 徐崢、宋小寶、伊一、郭麒麟                         | 固定出演       |
| 2017年 | 我們的征途                | 陸毅、田亮、姚笛、杜海濤、麥迪娜、郝邵文           | 固定出演       |
| 2019年 | 小小的追球                | 黃子韜、周冬雨、王彥霖                             | 固定出演       |
| 2020年 | 美味夜行侠                | 秦霄贤                                             | 固定出演       |
| 2021年 | 披荆斩棘的哥哥            | 张智霖、赵文卓、张晋等                             | 固定出演       |
| 2022年 | 中餐厅第六季              | 黃晓明、殷桃、章若楠、陈立农                       | 固定出演       |
| 2023年 | 一起露营吧第二季          | 陈伟霆、杨迪、魏大勋、张颜齐                       | 第1、2、3、4期 |
| 2023年 | 初入职场·法医季（第二季） | 秦明 (法醫)、万茜、谭卓、齐思钧、胡先煦            | 固定出演       |
| 2023年 | 中餐厅第七季              | 黃晓明、赵又廷、许光汉、岳云鹏、沈梦辰、程潇、林允 | 固定出演       |
| 2024年 | 盒子里的猫                | 陈赫、林更新、郑恺、王讯                           | 固定出演       |
| 2024年 | 中餐厅第八季              | 黃晓明、姜妍、虞书欣、胡一天、翟潇闻               | 固定出演       |

## 音乐

### 单曲
| 歌曲                 | 備註                                                                                 |
| 《一剪梅2.0》        | 翻唱《一剪梅》                                                                       |
| 《Nine's》           | 一首写给粉丝的歌曲                                                                   |
| 《我就这么虎》       | 出自综艺《食在囧途》，与宋小宝 、周云鹏合唱                                          |
| 《一生所爱》（粤语） | 电视剧《大话西游之爱你一万年》片尾曲                                                 |
| 《与我并肩》         | 电视剧《原生之罪》主题曲，与翟天临合唱                                               |
| 《决斗场见》         | 《火影忍者手游》首支中文主题曲                                                       |
| 《不可思议》         | 学长周禹成作词，作曲，编曲                                                           |
| 《街道办事HOOD》     | 《披荆斩棘的哥哥》后记，与赵文卓、KEY.L刘聪、MC HotDog、胡海泉、瑞奇 (中国歌手) 合唱 |
| 《跟着感觉走》       | 电影《飞驰人生2》推广曲，与沈腾、范丞丞、孙艺洲、张本煜合唱                          |

### 演出
| 時間   | 节目                                 | 搭档                                                                                           | 备注                             |
| 2015年 | 国剧盛典                             |                                                                                                | 《一剪梅》                       |
| 2016年 | CCTV“网络春晚”                       |                                                                                                | 《舞蹈E世界》                    |
| 2016年 | 梦想的声音                           |                                                                                                | 《风继续吹》                     |
| 2016年 | 天天向上                             | 王一博                                                                                         | 《Shell Shocked》                |
| 2016年 | 国剧盛典                             | 阚清子                                                                                         | 《让我爱你》                     |
| 2016年 | 湖南卫视跨年演唱会                   | 张若昀                                                                                         | 《Nine's》、《MC2》              |
| 2018年 | CCTV“五四晚会”                       | 王嘉                                                                                           | 《红日》                         |
| 2018年 | 湖南卫视“快乐中国毕业歌友会”         | 魏大勋 、杜海涛 、马思超                                                                       | 《马栏山四子创意秀》             |
| 2018年 | 幻乐之城                             |                                                                                                | 《X先生的梦》                    |
| 2019年 | CCTV“元旦晚会”                       | 黄景瑜 、张本煜 、尹昉                                                                         | 《奉献》                         |
| 2020年 | 快乐大本营                           | R1SE                                                                                           | 《谁都别吝啬》                   |
| 2020年 | 湖南卫视“青春芒果夜”                 | 黄晓明                                                                                         | 《友情岁月》                     |
| 2020年 | 坚信爱会赢-中国医师节特别节目        |                                                                                                | 《长发》                         |
| 2020年 | 乘风破浪的姐姐                       | 金晨、陈赫、阿云嘎 、周深、宁静                                                                | 《Flow》                         |
| 2020年 | 乘风破浪的姐姐                       | 黄晓明                                                                                         | 《无价之姐》                     |
| 2020年 | 江苏卫视“99晚会”                     | 魏大勋、李好                                                                                   | 《一起摇摆》、《青苹果乐园》     |
| 2021年 | CCTV“扬帆远航大湾区——2022新年音乐会” | 陈小春                                                                                         | 《友情岁月》                     |
| 2021年 | 北京广播电视台“春晚”                 |                                                                                                | 小品《外面的世界很精彩》         |
| 2021年 | 爱奇艺“为爱尖叫之夜”                 | 黄晓明                                                                                         | 《鬓边不是海棠红》主题曲《此生》 |
| 2021年 | 披荆斩棘的哥哥                       |                                                                                                | 《独一无二 》                    |
| 2021年 | 披荆斩棘的哥哥                       | 赵文卓、胡海泉、MC HotDog、KEY.L刘聪                                                           | 《离开地球表面》                 |
| 2021年 | 披荆斩棘的哥哥                       | 赵文卓、瑞奇 (中国歌手)、李响 、KEY.L刘聪、李云迪                                              | 《大艺术家》                     |
| 2021年 | 披荆斩棘的哥哥                       | 张晋 、高瀚宇、李响 、敖犬                                                                     | 《好春光》                       |
| 2021年 | 披荆斩棘的哥哥                       | 张晋、胡海泉 、白举纲、高瀚宇                                                                  | 《什么是快乐星球》               |
| 2021年 | 披荆斩棘的哥哥                       | 《一剪梅》                                                                                     |                                  |
| 2021年 | 披荆斩棘的哥哥                       | 张晋、胡海泉 、白举纲、高瀚宇、李响 、敖犬                                                     | 《舍离段》                       |
| 2021年 | 披荆斩棘的哥哥                       | 张晋、张智霖                                                                                   | 《给电影人的情书》               |
| 2021年 | 披荆斩棘的哥哥                       | “一支花阵营”全员                                                                               | 答谢秀、《无价之姐》             |
| 2021年 | 披荆斩棘的哥哥                       | 张晋、张智霖、胡海泉 、白举纲、高瀚宇、李响                                                    | 《My Boo》                       |
| 2021年 | 披荆斩棘的哥哥                       | 张晋、张智霖、陈小春 、林志炫 、胡海泉 、言承旭、MC HotDog 、GAI 、白举纲、高瀚宇、李响 、陈辉 | 《存在》                         |
| 2021年 | 披荆斩棘的哥哥                       | 披荆斩棘的哥哥 全员                                                                            | 《敬酒歌》                       |
| 2021年 | 披荆斩棘“海尔之夜”                   |                                                                                                | 《不可思议》                     |
| 2022年 | 湖南卫视跨年晚会                     | 黄晓明                                                                                         | 《太阳星辰》、《老友万岁》       |

## 獎项

### 獲獎記錄
| 年份 | 奖项                                              | 分类                         | 作品                            | 备注 |
| ---- | ------------------------------------------------- | ---------------------------- | ------------------------------- | ---- |
| 2007 | 第1届中國音樂金鐘獎                               | 流行音樂大賽全國決賽優秀獎   |                                 |      |
| 2009 | 東南衛視時尚達人全能司儀大賽                      | 廣州冠軍                     |                                 |      |
| 2010 | 第9屆中國藝術節群星獎                             | 音乐组获奖                   |                                 |      |
| 2015 | 亞洲影響力東方盛典                                | 響力影視勢力飛躍演員獎       | 《夏洛特烦恼》饰 袁华           |      |
| 2016 | 第19屆華鼎獎中國百強電視劇滿意度調查發佈盛典      | 最佳新銳演員                 | 《他來了，請閉眼》饰 傅子遇     |      |
| 2016 | 国剧盛典                                          | 塑造观众喜爱角色男演员       | 《麻雀》饰 苏三省               |      |
| 2020 | 第29屆华鼎奖 中國百強電視劇滿意度調查發佈盛典     | 中國近現代題材電視劇最佳男演 | 《鬓边不是海棠红》饰 商细蕊     |      |
| 2020 | 国剧盛典                                          | 演技突破男演员               | 《鬓边不是海棠红》饰 商细蕊     |      |
| 2020 | 珠海国际ZIC摩托车赛                               | B5组蝉联冠军                 |                                 |      |
| 2021 | 愛奇藝尖叫之夜                                    | 戲劇單元年度飛耀演員         | 《鬓边不是海棠红》饰 商细蕊     |      |
| 2021 | 金狮奖国际广告影片奖                              | 最佳男主角（银奖）           | 天猫超市 ——《小小排骨一出大戏》 |      |
| 2021 | 微博电影之夜                                      | 年度进取演员                 |                                 |      |
| 2023 | 澳港湾大湾区大学生电影周 “青春盛典”暨荣誉颁授典礼 | 最受大湾区大学生欢迎男演员   |                                 |      |
| 2024 | 抖音电影奇遇夜                                    | 年度口碑演员                 | 《飞驰人生2》饰 孙宇强          |      |